# 2-butanol
butaan-2-ol is een secundair alcohol met als brutoformule C4H10O. De zuivere stof komt voor als een ontvlambare kleurloze vloeistof met een karakteristieke geur, die goed oplosbaar is in water.

## Synthese
Racemisch butaan-2-ol kan bereid worden door de reductie van butanon met waterstofgas en een geschikte katalysator:
Een alternatieve methode is de zuurgekatalyseerde additie van water aan but-2-een.

## Isomerie
Van dit alcohol bestaan twee enantiomeren:
- (R)-(–)butaan-2-ol (CAS-nummer 14898-79-4)
- (S)-(+)butaan-2-ol (CAS-nummer 4221-99-2)

butaan-2-ol is een structuurisomeer van butaan-1-ol.

## Toepassingen
butaan-2-ol wordt hoofdzakelijk gebruikt als oplosmiddel en als intermediair bij de synthese van butanon. De esters van butaan-2-ol hebben over het algemeen een aangename geur en worden gebruikt in de parfumindustrie.